# Patchanka (genere musicale)
La patchanka, ascrivibile al più ampio genere definito Alterlatino, Latin alternative o Rock alternatif latino, è un genere musicale reso popolare dal gruppo francese Mano Negra, dal suo fondatore Manu Chao e in seguito dai Négresses Vertes. Successivamente il termine ha assunto il significato più generale di suoni meticciati.  Sono stati accostati alla patchanka, fra gli altri, anche  Gogol Bordello, Modena City Ramblers, Bandabardò e Après la Classe.

## Caratteristiche

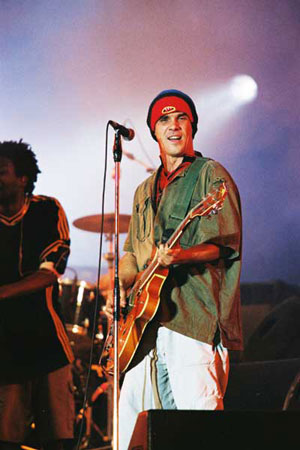
Manu Chao nel 2001

La patchanka è caratterizzato da una commistione di colori, suoni, stili, lingue, musiche e tradizioni diverse. Ciò perché i Mano Negra, ispirandosi ai Clash di Sandinista!, mescolarono correnti musicali diversissime tra loro come punk, ska, reggae, rock, flamenco, funk, salsa, rap e calypso.
Oltre ad essere una fusione di diversi generi e tradizioni musicali, una sua caratteristica è quella di mescolare anche diverse lingue nei testi dei brani . E' contraddistinta da un eclettismo multiculturale.
Il mix stilistico che caratterizza la patchanka può risultare a volte caotico ma in genere è pieno di energia.

## Storia
Il termine è una translitterazione dello spagnolo pachanga, che denotava uno stile di musica latina popolare negli anni '50;è stato ribattezzato dal gruppo francese Mano Negra, che lo utilizzò nel 1988 per il titolo del suo album di debutto, e può essere tradotto con "confusione", "caos", "miscuglio". Deriva da patchanga, un termine peggiorativo spagnolo usato per indicare musica da balera di cattivo gusto.
Il successo della patchanka si deve soprattutto all'ex cantante dei Mano Negra Manu Chao con il suo Clandestino del 1998 che arrivò a vendere 4 milioni di copie: un disco in spagnolo, ma anche francese, portoghese, e inglese.

### La patchanka in Italia
In Italia i Modena City Ramblers reinterpretarono la patchanka in chiave folk e nel loro album Fuori campo intitolarono una canzone Celtica patchanka. Da questo momento i MCR sperimentarono nuove soluzioni musicali, sperimentando strumenti non convenzionali come le trombe e utilizzando altre lingue, tra cui lo spagnolo (Perfecta Excusa e Veleno da Radio Rebelde, Mira niño da ¡Viva la vida, muera la muerte!, Risamargo da Dopo il lungo inverno), il portoghese (Lontano da ¡Viva la vida, muera la muerte!), il francese (Veleno da Radio Rebelde, Western Union da Dopo il lungo inverno), l'inglese, l'arabo e il serbo-croato (Western Union da Dopo il lungo inverno).
Tra gli artisti italiani che sono stati accostati a questo genere vi sono anche il musicista napoletano Daniele Sepe, la band salentina Après La Classe, gli Strike , i Ronin, i Mau Mau , i Rein e Roy Paci. 